# Luis Orlandini
Luis Orlandini Robert (Santiago, 1964) es un guitarrista chileno quien, además de desempeñarse intensamente como concertista, es profesor en la Universidad de Chile y la Pontificia Universidad Católica de Chile, ambas consideradas como las más prestigiosas del país.
Entre el año 2018 y enero de 2020 se desempeñó como decano de la Facultad de Artes de la Universidad de Chile.

## Vida
Estudió interpretación musical en guitarra en la Universidad de Chile, con el profesor Ernesto Quezada, y luego con Eliot Fisk en la Escuela Superior de Música de Colonia. En 1989 obtiene el Primer Premio en el Concurso Internacional de Música de Múnich, premio otorgado por única vez en la historia del concurso en la especialidad guitarra, iniciando de esta forma una carrera internacional que lo ha llevado a presentarse en diversos países tanto Americanos como Europeos y a grabar en diferentes sellos de Europa.
Se desempeña principalmente como solista, pero además ha integrado grupos de diversas naturalezas de la música de cámara, siendo los más importantes el Dúo Mendieta Orlandini, el Dúo Ohlsen Orlandini, el Cuarteto de Guitarras de Chile, el Cuarteto MOSAIKO y el Dúo Orellana Orlandini. Además ha participado en obras orquestales, bajo la batuta de diversos conductores de distintas nacionalidades. Es importante mencionar su permanente aporte al desarrollo y conocimiento público de la música chilena, habiendo estrenado más de 120 obras de compositores chilenos, muchas de ellas compuestas por su propio encargo.
En 1996 recibe tanto el Premio a la Crítica, el cual es otorgado por el Círculo de Críticos de Arte en Chile, cómo el Premio a la Trayectoria, otorgado por la Sociedad Chilena del Derecho de Autor.
En 1994 fue nombrado académico de la Facultad de Artes de la Universidad de Chile, como parte del Departamento de Música y Sonología de dicha unidad académica. Entre 1997 y 2003, y luego entre 2006 y 2009, fue subdirector de dicho departamento y en 2009, asumió el cargo de director hasta 2013. En 2018, fue elegido Decano de la Facultad de Artes. Asimismo es miembro de número de la Academia Chilena de Bellas Artes del Instituto de Chile. En 2020 funda junto a Romilio Orellana y Joaquín Herrera la Fundación "Guitarra XXI".En agosto de 2020 recibe de la Universidad Miguel de Cervantes, el premio "Don Quijote de la Mancha" por su constante aporte a las artes musicales. En 2021 establece un nuevo dúo con Raimundo Luco, con quién ha realizado una intensa actividad musical en Chile, teniendo como línea central el repertorio clásico romántico. Recientemente realizan una nutrida gira artística en ciudades de España y Alemania ofreciendo conciertos y realizando grabaciones de video en lugares emblemáticos de los compositores Frederick Chopin y Johannes Brahms.